# La Trinité (Savoie)
La Trinité ist eine französische Gemeinde mit 380 Einwohnern (Stand: 1. Januar 2022) im Département Savoie in der Region Auvergne-Rhône-Alpes (vor 2016 Rhône-Alpes). Sie liegt im Arrondissement Chambéry und dem Kanton Montmélian (bis 2015 La Rochette). Die Einwohner werden Trinitains genannt.

## Lage
La Trinité liegt etwa 24 Kilometer ostsüdöstlich von Chambéry. Umgeben wird La Trinité von den Nachbargemeinden Villard-d’Héry im Norden und Westen, Hauteville im Norden und Nordosten, Betton-Bettonet im Nordosten, Villard-Léger im Osten, Villard-Sallet im Süden sowie Saint-Pierre-de-Soucy im Südwesten.

## Bevölkerungsentwicklung
| Jahr                       | 1962 | 1968 | 1975 | 1982 | 1990 | 1999 | 2006 | 2013 |
| -------------------------- | ---- | ---- | ---- | ---- | ---- | ---- | ---- | ---- |
| Einwohner                  | 236  | 206  | 177  | 170  | 215  | 218  | 276  | 322  |
| Quellen: Cassini und INSEE |      |      |      |      |      |      |      |      |

## Sehenswürdigkeiten
- Kirche, 1855/1856 erbaut